# Michaela Watkins
Pour les articles homonymes, voir Michaela et Watkins.
Michaela Watkins, née le 14 décembre 1971 à Syracuse dans l'État de New York, est une actrice, scénariste et productrice américaine.

## Filmographie

### Comme actrice

#### Cinéma
- 1998 : Inconceivable de Bob Weis : Marcy
- 2007 : Wacky Spoof Commercials (vidéo) : la mère
- 2010 : Le Plan B (The Back-up Plan) de Alan Poul : Mona
- 2010 : The Prankster de Tony Vidal : Miss LaFleur
- 2012 : Peace, Love et plus si affinités (Wanderlust) de David Wain : Marissa Gergenblatt
- 2012 : Sex Therapy (Thanks for Sharing) de Stuart Blumberg : Margo
- 2013 : In a World… de Lake Bell : Dani Solomon
- 2013 : Afternoon Delight de Joey Soloway : Jennie
- 2013 : iSteve de Ryan Perez : Melinda Gates
- 2013 : All About Albert (Enough Said) de Nicole Holofcener : Hillary
- 2014 : They Came Together de David Wain : Habermeyer
- 2016 : Punching Henry de Gregori Viens : Mara
- 2016 : Regarde-moi dans les yeux (Lazy Eye) de Tim Kirkman : Mel
- 2017 : Manhattan Stories (Person to Person) de Dustin Guy Defa : la veuve
- 2017 : Brigsby Bear de Dave McCary : Louise Pope
- 2017 : The House of Tomorrow de Peter Livolsi : Mme Whitcomb
- 2017 : How to Be a Latin Lover de Ken Marino : Gwen
- 2017 : Vegas Academy : Coup de poker pour la fac (The House) de Andrew J. Cohen : Raina Theodorakis
- 2018 : Les Potes (Dude) de Olivia Milch : Jill
- 2018 : Ibiza de Alex Richanbach : Sarah
- 2018 : Antiquities de Daniel Campbell : Dolores Jr.
- 2018 : Under the Eiffel Tower de Archie Borders : Tillie
- 2019 : Sword of Trust de Lynn Shelton : Mary
- 2019 : Brittany court un marathon (Brittany Runs a Marathon) de Paul Downs Colaizzo : Catherine
- 2019 : Good Boys de Gene Stupnitsky : la vendeuse
- 2020 : The Way Back de Gavin O'Connor : Beth
- 2020 : Bad Therapy de William Teitler : Judy Small
- 2021 : Loups-garous (Werewolves Within) de Josh Ruben : Trisha Anderton
- 2023 : You Hurt My Feelings de Nicole Holofcener : Sarah
- 2023 : The Young Wife de Tayarisha Poe : Lara
- 2023 : Paint de Brit McAdams : Katherine
- 2023 : Suze de Dane Clark et Linsey Stewart : Susan
- 2024 : The American Society of Magical Negroes de Kobi Libii : Masterson

#### Courts-métrages
- 2007 : The Killer's Inside the House! (vidéo) : l'épouse
- 2008 : Yoga Matt: Jill Goering
- 2008 : Men at Work (vidéo) : la femme
- 2010 : Tight (vidéo) : Jane
- 2010 : MA Men 2 (vidéo) : Trudy Campbell
- 2010 : Welcome to the Jungle Gym : Gilly, la principale
- 2010 : The Creepy Hand Model: Ellen Sirot with Michaela Watkins : Ellen Sirot
- 2011 : Sometimes Pretty Girls : Swank
- 2011 : Worst Enemy : Wooly
- 2011 : Home for Actresses (vidéo) : Michaela
- 2011 : Una Hora Por Favora : Elissa
- 2012 : Ladies Remember Whitney Houston : Lady
- 2014 : Sarah Silverman Closes the Wage Gap : Dre Shapiro
- 2014 : Bunion : la thérapeute
- 2014 : The Final Episode of Serial : Sarah Koenig
- 2015 : Raise the ToyGantic : Tweeny Cohen
- 2016 : Cuddle Party : Jane
- 2016 : Divorce: The Greatest Hits : Meredith

#### Télévision

##### Téléfilms
- 2007 : Revenge : Mary-Louise
- 2008 : Man Stroke Woman :
- 2012 : Prairie Dogs : Imogene
- 2016 : PYPO Park Bench Mistakes : Julie
- 2016 : Donald Trump's The Art of the Deal: The Movie : Ivana Trump

##### Série télévisée
- 2001 : Charmed : Andrea, l'assistante de Davidson
- 2003 : FBI : Portés disparus (Without a Trace) : Marla
- 2003 : Miss Match : Susan Scott
- 2004 : La Vie avant tout (Strong Medicine) : Julia
- 2004 : $25 Million Dollar Hoax : la styliste
- 2006 : Medium : l'employée de bureau (2 épisodes)
- 2006 : Modern Men : Amanda
- 2006 : Grey's Anatomy : Nikki Ratlin
- 2006 : Malcolm (Malcolm in the Middle) : la réceptionniste
- 2006 : 7 Deadly Hollywood Sins : Jennifer (4 épisodes)
- 2008 : Frank TV : Julia Roberts
- 2008 : Young Person's Guide to History: l'infirmière sexy
- 2008 : Californication : l'exécutante (2 épisodes)
- 2008-2009 : Saturday Night Live : Joan Rivers / Barbara Walters (15 épisodes)
- 2008-2009 : Old Christine (The New Adventures of Old Christine) : Lucy (7 épisodes)
- 2009 : Jessica and Hunter : Laverne LaFontaine
- 2009 : Eli Stone : juge Leigh Rappaport
- 2010 : Parenthood : Lucy Estman
- 2010 : Miami Medical : Carla
- 2011 : Mad : Sam Puckett
- 2011 : Larry et son nombril (Curb Your Enthusiasm) : Saundra
- 2011 : Hung : Judy
- 2011 : Private Practice : Laura Martin
- 2011-2013 : Enlightened : Janice Holm (9 épisodes)
- 2011-2015 : New Girl : Gina (5 épisodes)
- 2012 : Bent : Carol
- 2012 : Childrens Hospital : Lacey Briggs
- 2012 : Key and Peele : Mary Magdalene (2 épisodes)
- 2012 : Modern Family : Susan
- 2013 : NTSF:SD:SUV : Beth
- 2013 : Comedy Bang! Bang! : Amber
- 2013 : Anger Management : Lisa (2 épisodes)
- 2013-2014 : Kroll Show : Miriam Moynihan, la mère de Bella (2 épisodes)
- 2013-2014 : Trophy Wife : Jackie Fisher (22 épisodes)
- 2013-2016 : Another Period : Brothel Madam / Dodo (2 épisodes)
- 2014-2015 : Married : Stacey (2 épisodes)
- 2014-2016 : Transparent : Yetta / Connie (5 épisodes)
- 2014-2016 : Drunk History : Julia Child, l'infirmière (2 épisodes)
- 2015 : Marry Me : Janet
- 2015 : Les Goldberg : Miss Taraborelli (2 épisodes)
- 2015 : Veep : Patty
- 2015 : The Comedians : Wendy Myers
- 2015 : Wet Hot American Summer: First Day of Camp : Rhonda (6 épisodes)
- 2015 : Kittens in a Cage : Vanessa
- 2015-2018 : Casual : Valerie Meyers (44 épisodes)
- 2016-2017 : Angie Tribeca : Melanie Burke (2 épisodes)
- 2017 : Speechless : Becca
- 2017 : Nobodies : Elle-même
- 2017 : Idiotsitter : Windy (2 épisodes)
- 2017 : Flip the Script (mini-série) : L'agent de publicité
- 2017 : Danger & Eggs : Nancy
- 2017 : Playing House : Dr. Laura Meredith
- 2017 : The Guest Book : Phyllis (2 épisodes)
- 2017 : Very Bad Nanny (The Mick) : Trish
- 2017 : Do You Want to See a Dead Body? : Elle-même
- 2017 : Easy : Karen Treska
- 2017 : No Activity : Erin
- 2023 : Tiny Beautiful Things : Amy
- 2024 : New York, police judiciaire : Juge Madeline Bennett

##### Série d'animation
- 2012 : Le Monde selon Tim (The Life & Times of Tim) : la femme sans-abri
- 2012-2018 : Robot Chicken : la mère de Nerd / Gaia / l'employée de la CIA / Carol / Sarah Cage (4 épisodes)
- 2016 : American Dad! : la pharmacienne
- 2016 : Les Griffin (Family Guy) : Fille tirant le train
- 2016 : Gentlemen Lobsters : Raven
- 2016 : Pickle and Peanut : la maman de Pickle / voix aditionnelles
- 2017 : Big Mouth : Dina Reznick

### Comme scénariste
- 2008 : Men at Work (court métrage vidéo)
- 2014 : Benched (série télévisée) (12 épisodes)
- 2017 : Casual (série télévisée) (1 épisode)

### Comme productrice exécutive
- 2010 : The Creepy Hand Model: Ellen Sirot with Michaela Watkins (court métrage)
- 2014 : Benched (série télévisée) (12 épisodes)
- 2023 : Suze (en)